# Globočdol
Globočdol je naselje v Občini Mirna Peč.